# Doris Matsui
Doris Okada Matsui wcześniej Doris Kazue Okada (ur. 25 września 1944 w Poston) – amerykańska polityczka, członkini Partii Demokratycznej.

## Działalność polityczna
W okresie od 8 marca 2005 do 3 stycznia 2013 przez cztery kadencje była przedstawicielką 5. okręgu, a od 3 stycznia 2013 jest przedstawicielką 6. okręgu wyborczego w stanie Kalifornia w Izbie Reprezentantów Stanów Zjednoczonych.
Jej mężem był Bob Matsui.